# Grünsfeldhausen
Grünsfeldhausen (auch Grünsfeld-Hausen oder nur Hausen) ist ein Stadtteil von Grünsfeld im Main-Tauber-Kreis und hat 183 Einwohner.

## Geschichte

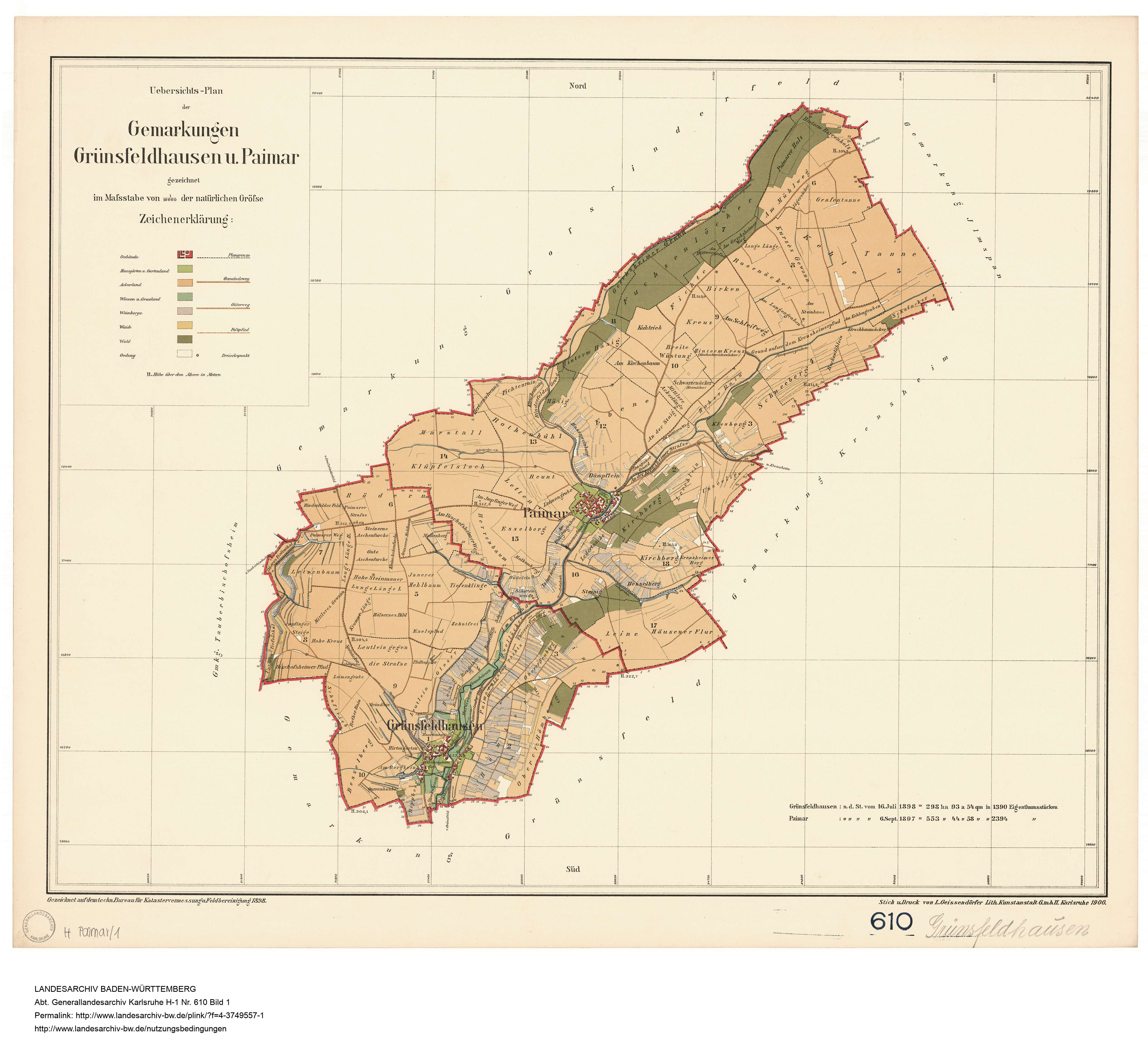
Die Gemarkung von Grünsfeldhausen, um 1900, daneben die Gemarkung von Paimar

Am 1. Februar 1972 wurde Grünsfeldhausen in die Stadt Grünsfeld eingemeindet. Der Ort nahe liegend zu Grünsfeld wird im Volksmund als Husen abgekürzt. So wird es auch im Jahre 1332 das erste Mal urkundlich erwähnt. Der heutige Name wird von Grunsvelthusen abgeleitet, der durch eine Namensänderung 1378 entstand.	
Das Dorf teilt dieselbe Geschichte sowie dieselben Besitzverhältnisse wie Grünsfeld. 1803 kam Grünsfeldhausen in den Besitz von dem Fürstentum Leiningen und ein Jahr später an das Fürstentum Krautheim. Nach zwei Jahren ging es an das Großherzogtum Baden.

### Wappen
Das Grünsfeldhäuser Wappen zeigt: „In Silber auf grünem Boden stehend der heilige Achatius mit rotem Bischofsgewand und goldenem Nimbus, in der Rechten ein goldenes Kreuz und in der Linken ein goldenes Buch haltend.“

### Einwohnerentwicklung
Bevölkerungsentwicklung in Grünsfeldhausen
| Jahr | Bevölkerung |
| ---- | ----------- |
| 1961 | 209         |
| 1970 | 223         |
| 2016 | 183         |

Quellen: Gemeindeverzeichnis und Angaben der Stadt Grünsfeld

## Kultur und Sehenswürdigkeiten

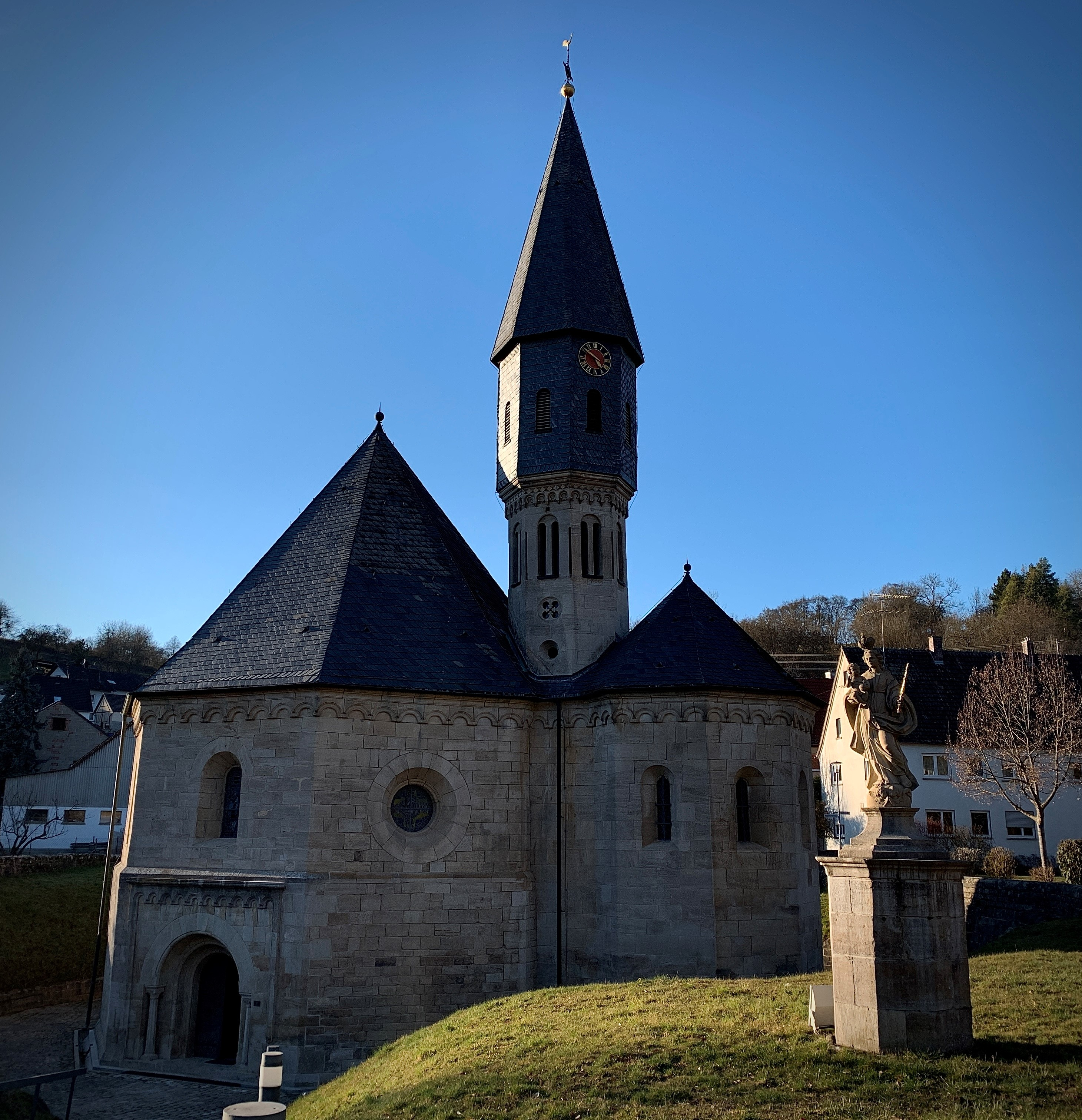
St. Achatius-Kapelle in Grünsfeldhausen, 2021

### Bauwerke und Baudenkmale

#### St.-Achatius-Kapelle
In Grünsfeldhausen steht die St.-Achatius-Kapelle.

#### Bildstöcke

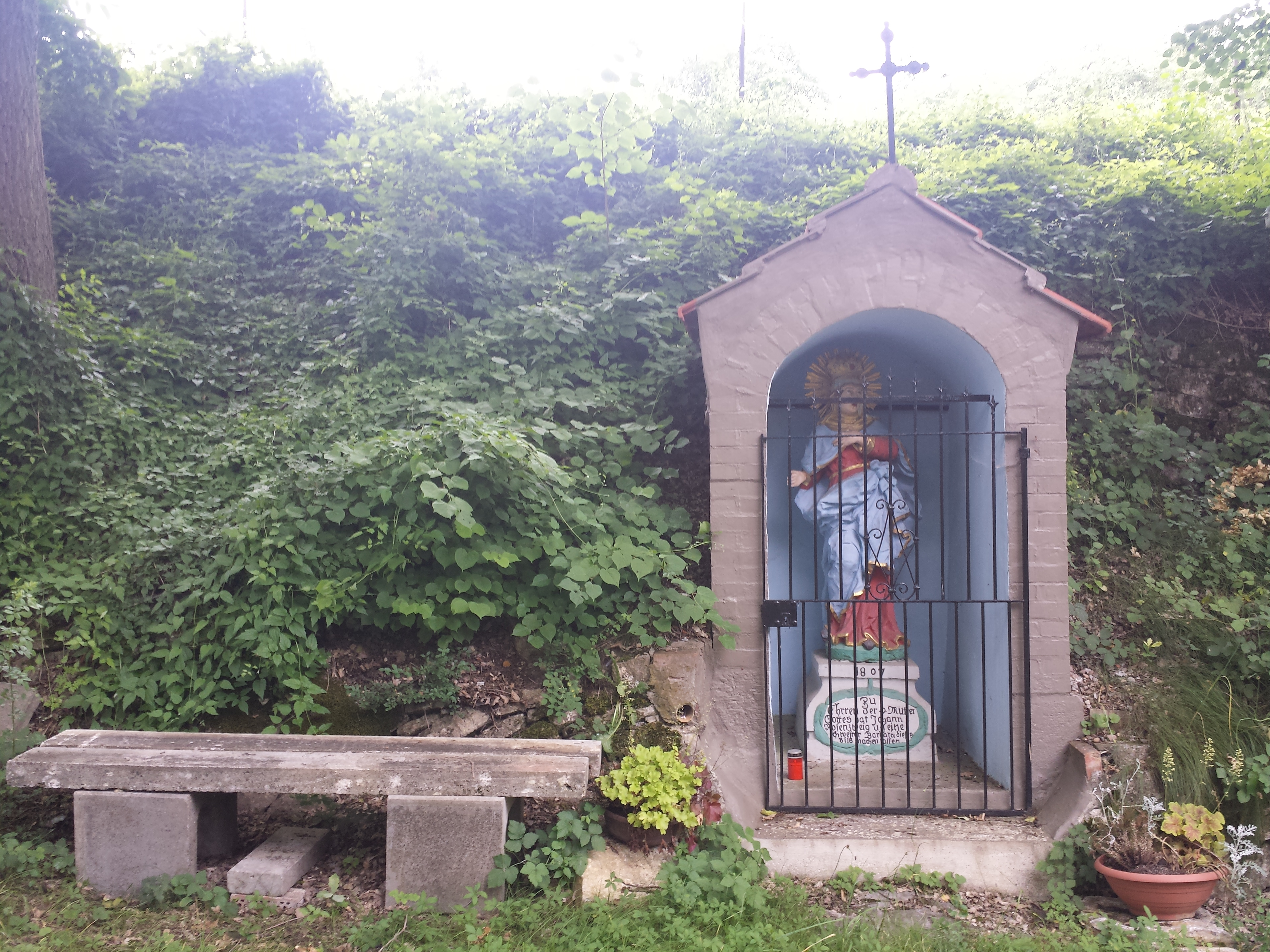
Muttergottesskulptur von 1807, am Jakobsweg Main-Taubertal in Grünsfeldhausen

Rund um den Ort befinden sich mehrere Bildstöcke.

### Rad- und Wanderwege
Grünsfeldhausen liegt am etwa 180 Kilometer langen Jakobsweg Main-Taubertal. Der Grünbachtalradweg führt von Grünsfeldhausen über Grünsfeld bis nach Gerlachsheim, wo ein Anschluss an den Taubertalradweg besteht.